# J-10 (航空機)
J-10（殲撃十型、Jian-10、歼-10）
J-10 Vigorous Dragon 
F-10 Vanguard
J-10B
- 用途：戦闘機
- 分類：多用途戦闘機
- 製造者：成都飛機工業公司
- 運用者：
 中華人民共和国（中国人民解放軍空軍）
 パキスタン（空軍）
- 初飛行：1998年3月23日
- 生産数：700機（2024年）
- 運用開始：2005年
- 運用状況：現役
- ユニットコスト：2800万ドル（2008年）

J-10（殲撃十型、Jian-10、歼-10）は、中華人民共和国の航空機メーカー、成都飛機工業公司によって設計され、生産が行われている戦闘機。西側諸国ではヴィゴラス・ドラゴン（Vigorous Dragon:猛龍）と呼ばれ、NATOコードネームは「ファイアバード」（Firebird）。
高価な主力戦闘機殲撃11型 (J-11) とともに配備され機数を確保する混合運用（ハイ・ロー・ミックス）のための軽戦闘機として開発・配備された。

## 開発の経緯

### 独自開発の停滞
中国人民解放軍空軍では、長らくMiG-21のライセンス生産用にソビエト連邦から譲られた見本用の部品と生産キットを元に製造されたJ-7を運用してきた。後継機の調達に当たり、中ソ対立により独自開発を余儀なくされたが、J-7を基にしたJ-8Iは登場時点から旧式となり、改良型のJ-8IIもアビオニクスの能力不足から他国の第4世代戦闘機と比べると劣っていた。
より本格的な後継機としてJ-9、J-10、J-11、J-12、J-13といった一連の開発も行なわれていたが、新世代の戦闘機として実用化するにはフライ・バイ・ワイヤ操縦装置や運動性向上技術（CCV）といった最新の技術が不可欠であるため自国のみの技術力では実現不可能とされ、機体が試作されることはなかった。

### 海外技術の採用
1980年代に入ると、アメリカ合衆国は在日米軍や在韓米軍の基地にF-16の配備を進めるほか、太平洋に展開する航空母艦にF/A-18の配備を進めた。ソビエト連邦はSu-27やMiG-29を実用化し、中華民国空軍はF-CK-1の開発を進めた。日本の航空自衛隊はF-15Jを200機にまで増強を始めるなど、中華人民共和国周辺の仮想敵国では第4世代戦闘機の配備や戦力増強が進み、以前より質的劣勢を数で補っていた中華人民共和国の空軍戦力はより見劣りのするものとなっていった。
中華人民共和国周辺の仮想敵国に配備される機体に対抗できる性能を持つ国産戦闘機を入手するため、1986年から改めてカナード付き無尾翼デルタを持ち、安定性を低下させて敏捷性を高めるという基本方針に基づいた国産戦闘機開発計画を開始したものの、新世代のアビオニクスや高性能エンジンの搭載が必須となり、海外技術の導入か国産技術の飛躍的発展を必要とすることになった。これに対して、本機のアビオニクス及びエンジンの搭載状況の推移通り、海外技術導入による実用化後に国産化率の向上を図ることとして、まずは西側からエンジンとアビオニクスを入手する見込みで計画を進めたと見られる。
ところが、西側からの技術導入を前提としていたため、1989年に起こった天安門事件を契機としたアメリカをはじめとする西側諸国の対中政策見直しによる武器輸出規制により計画は失敗の危機に瀕した。結局、ソビエト連邦の崩壊後に関係を改善したロシア連邦から入手したAL-31Fターボファン・エンジンやアビオニクスを搭載することで実現に至ったが、当初、旧ソ連の新鋭戦闘機にも対抗すべく計画が始まったJ-10にとっては何とも皮肉な経緯となった。

### 初飛行
1998年3月23日（公式記録）に原型1号機が初飛行した。このときにはロシアから供給されたサトゥールン科学製造合同製エンジンAL-31FNを搭載していた。
2006年末に中国人民解放軍の機関紙『解放軍』が写真を掲載していたが、2007年1月5日、中華人民共和国の航空機メーカーグループである中国航空工業第一集団として中華人民共和国内のメディア向けの記者会見で正式に「J-10の自主開発に成功した」と発表してJ-10の模型を公開した。合わせて新型空対空ミサイルや、WS-10 太行エンジンを「開発」したとも発表している。

### 発展型の開発
2008年12月までにエアインテークのダイバータレス超音速インレット（DSI）化などを行ったJ-10の改良型と思われる写真が中国のウェブ上で確認され、後にJ-10Bと命名された。J-10Bは2013年頃には開発が終了し、量産が進められていた。
2015年にはシリアルナンバーが量産機ではなく試作機用と思われる1051であり、かつ背中のアンテナが1つ増えている新しいJ-10の試作機が撮影され、2013年12月31日にJ-10Cと命名された。J-10Cの完成に伴いJ-10B用の生産ラインもJ-10Cに移行している。

## 特徴

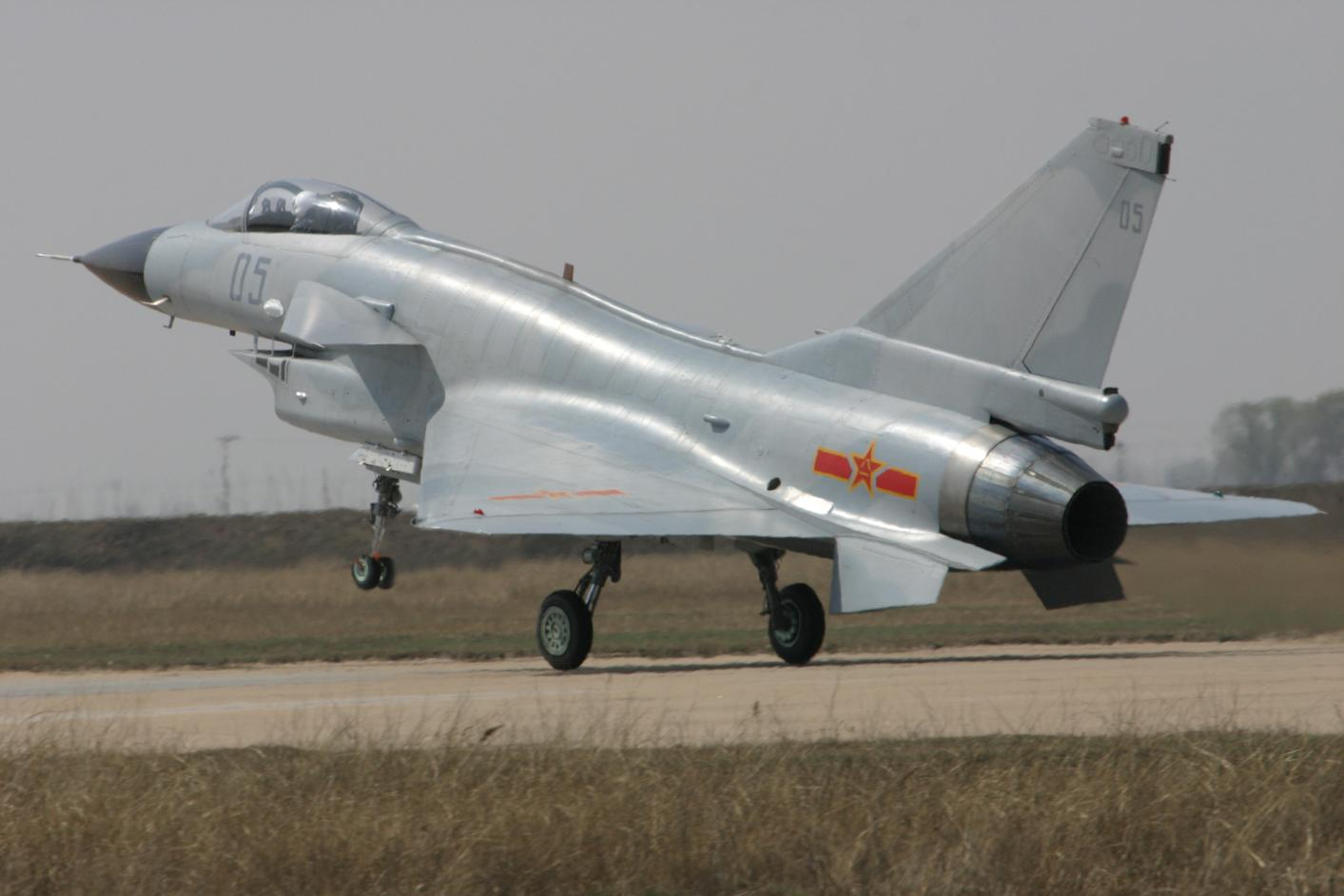
J-10の背面

中華人民共和国はJ-10についての情報をほとんど公開しておらず技術的な細部は明らかになっていない。

### 機体
低い抗力、十分な強度を持つ構造、大きな機体内容積を実現するためのブレンデッドウィングボディ形式の採用、大迎え角でも安定した空気流入を確保するための機首下面へのエアインテーク配置、機体後端の左右に主翼から延長した棚状の張り出しへのベントラルフィンの配置、十分な構造強度を確保しつつ電子機器の格納配置場所とするために厚く太めた垂直尾翼基底部、全周視界確保のための水滴型キャノピーの装備などといった点は、イスラエル製のラビ戦闘爆撃機と共通する特徴である。
しかしながら、単一の大きな垂直尾翼を持ちデルタ翼の主翼に近接してやや面積の大きなカナードを置く翼の配置は、ヨーロッパの第4～4.5世代戦闘機の間で流行した、グリペンやラファール、ユーロファイター タイフーンの配置に近い。一方で主翼形状にはMiG-21の影響が見られ、エアインテーク形状もF-16と酷似したラビとは異なり、タイフーンのような四角形である。
|          | J-10          |
| -------- | ------------- |
| 全長     | 16.43～16.5 m |
| 全幅     | 9.75～11.3 m  |
| 全高     | 5.43～6.0 m   |
| 翼面積   | 45.5 m2       |
| 空虚重量 | 9,750 kg      |

胴体に3,180Lおよび主翼に1,770Lの燃料タンクを備えており、加えて3本の増槽の装備が可能。航続距離は1,850km、戦闘行動半径は550kmである。空中給油プローブを装備しており、HY-6から給油することでさらに延長が可能。加えてコンフォーマル・フューエル・タンクの風洞試験も行われている模様である。
エンジン単発のエンテ型戦闘機としては大型に仕上がったものの、機体構造には金属材料のほか複合材料が用いられ、軽量化が図られている。

### エンジン
第1期生産分は、ロシアのAL-31FN（Su-27搭載エンジンの派生型）ターボファンエンジンを搭載する。AL-31Fは米空軍のF-16中・後期型に搭載されているP&W F100 F100-PW-229にほぼ匹敵し、同じ単発機であるラビや、サーブ 39 グリペンを大幅に上回る推力および推力重量比を発揮する。中華人民共和国はロシアに対しこれまで既に180基のAL-31FNを発注していると伝えられ、2013年には、寿命が延長されて推力が向上したAL-31FN シリーズ3の供給契約を結んでいる。
一方で、1982年にアメリカより入手したCFM56-3をベースにWS-10エンジン（アフターバーナー時最大126kN）が開発されたが、性能面ではAL-31FNとも遜色がなかったものの、寸法が大きすぎ、また制御システムに問題があることなどから採用には至らなかった模様で、量産型には採用されなかった。搭載するための研究自体は続けられておりJ-10Bの試作5号機がWS-10Aを搭載して試験を実施している。しかし、故障が多く信頼性の面で大きく劣るため、単発のJ-10に搭載できるようになるには更なる成熟が必要だとされている。なお一部の機体にはSu-35と同じく可変ノズルが装備されていることが確認されている。
2018年までに製造された約300機のJ-10はAL-31FNを搭載しているとみられるが、2020年にはWS-10Bを搭載したJ-10Cの第3生産バッチとみられる機体の画像が確認された。2021年5月、中国国営メディアが実弾射撃訓練中のWS-10Bを搭載したJ-10Cの画像を公開した。

### アビオニクス
レーダーは南京の第14電子技術研究所開発のKLJ-3（別名としてJL-15、1473型の名称も伝えられる）を搭載。このレーダーは最大探知距離104～130kmで、同時に15目標を探知しつつ、2～6目標を同時追跡可能なパルスドップラー・レーダーである。輸出用のFC-20には、KLJ-10型レーダーが搭載されている。
そのほか、各国がレーダーを提案しており、イスラエルはエルタEL/M-2032、イタリアは空対空・空対地など26の動作モードを備え、赤外線探知装置や光学追尾装置との連動も可能なグリフォ 2000/16、ロシアは160kmの探知距離を有し10～15目標を同時探知、そのうち4～6目標を同時追跡するTWS機能を持つファゾトロン ジューク10PDを提案していた。中華人民共和国はロシアからファゾトロンRP-35を3機分導入し、援助を受けて組み立てたが追加発注は行わなかったという。その際、中華人民共和国はこのレーダーを解析したものの重要チップのコピーを行う事ができなかったという説もある。RP-35はレドームの小さいMiG-29UB用に開発されたレーダーで、ジュークMEの簡易型である。
J-10Bでは新型のフェーズドアレイレーダーを搭載している。アクティブ式かパッシブ式かは明らかにされていないが、1996年にロシアのチホーノフNIIPからペロパッシブフェーズドアレイレーダーのアンテナを購入して、研究を行っていることから、J-10Bが搭載しているレーダーもパッシブ式の可能性が高いとされる。このレーダーは直径が700mm、探知距離150kmで、同時に30目標を探知して4～6目標の同時追跡が可能と見られている。J-10CではAESAレーダーが搭載されている。
飛行操縦装置は4重のデジタル・フライ・バイ・ワイヤと見られる。コックピットはグラス化されており、広角ヘッドアップディスプレイと3つの多機能ディスプレイ（MFD）を備え（液晶で2基はモノクロ、1基はフルカラー）、HOTAS概念が導入されている。また、ヘルメット目標指示装置とミサイルのシーカーの連動も可能ともされている。
各機材はMIL-STD-1553Bに準拠したデータバスにより接続されている。

### 搭載兵装
胴体にGSh-23 23mm機関砲を搭載するほか、両翼下に3ヶ所ずつ、胴体中心線下に1ヶ所、胴体前後左右に4ヶ所の計11ヶ所のハードポイントを持ち、7トンの空対空/空対地の各種兵装を搭載できる。J-10はLANTIRNのAN/AAQ-14のようなFILAT前方赤外線・レーザー目標指示ポッド（イスラエルの技術援助で開発）も搭載可能とされており、夜間や悪天候下でも攻撃ミッションの遂行が可能であることになる。
2017年に中国東北部の長春空軍基地で開催された人民解放空軍のオープンデイではJ-10Bの2号機と6号機のYJ-91ミサイル2、内側のパイロン上に500kgのレーザー誘導訓練用爆弾2、左のエンジンインテークパイロンにK/RKL700A ECMポッド、右のエンジンインテークパイロンにCM-802 AKGミサイル目標指示装置を吊り下げた敵防空網制圧 （SEAD）形態で登場している。
八一飛行表演隊用としてスモーク発生装置を内蔵したポッドも用意されている。

## 派生型

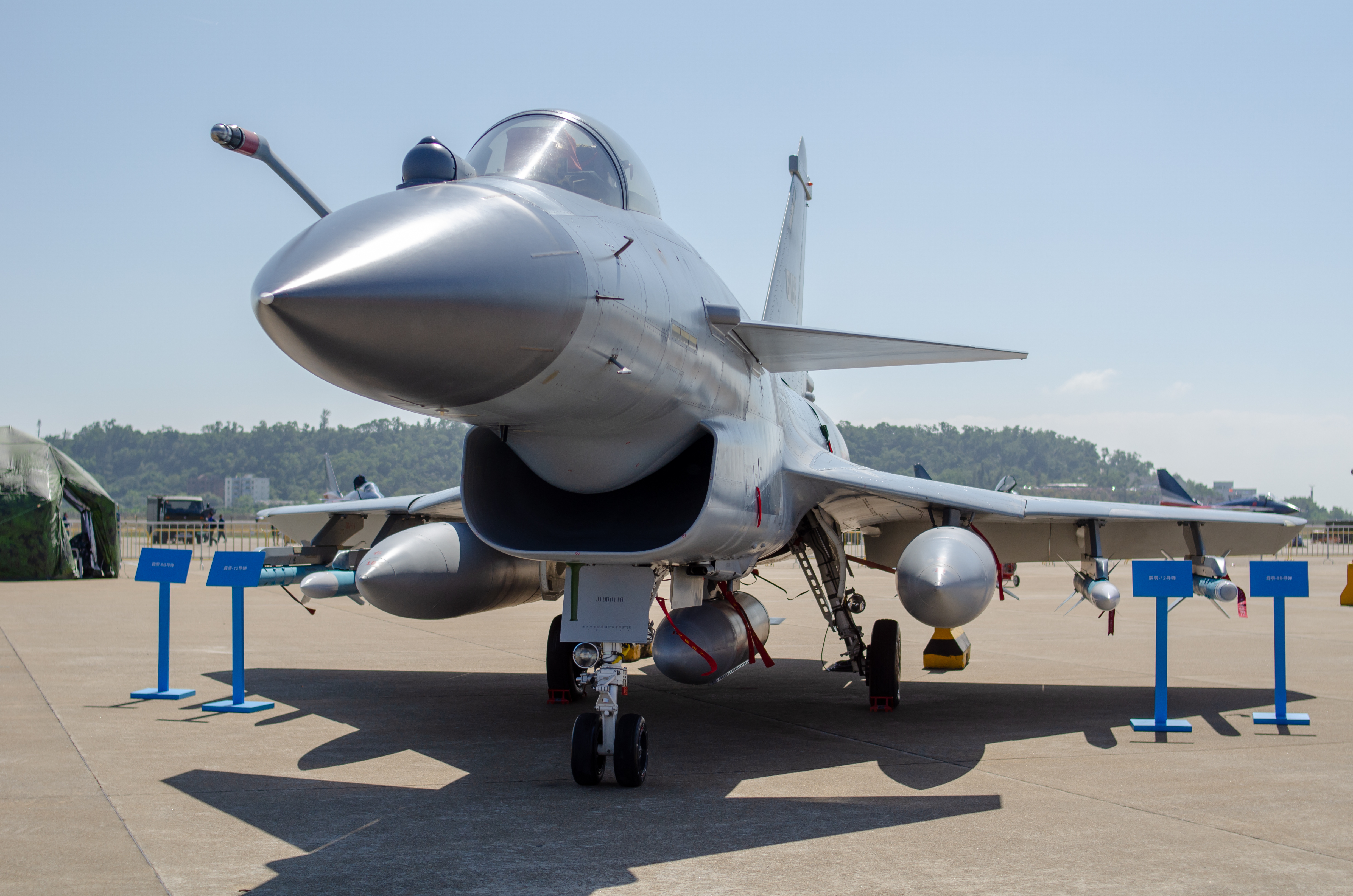
J-10B

J-10A
基本の単座型。輸出仕様のF-10Aも存在する。
J-10AY
八一飛行表演隊専用型。スモーク発生装置を内蔵したポッドが搭載されている。

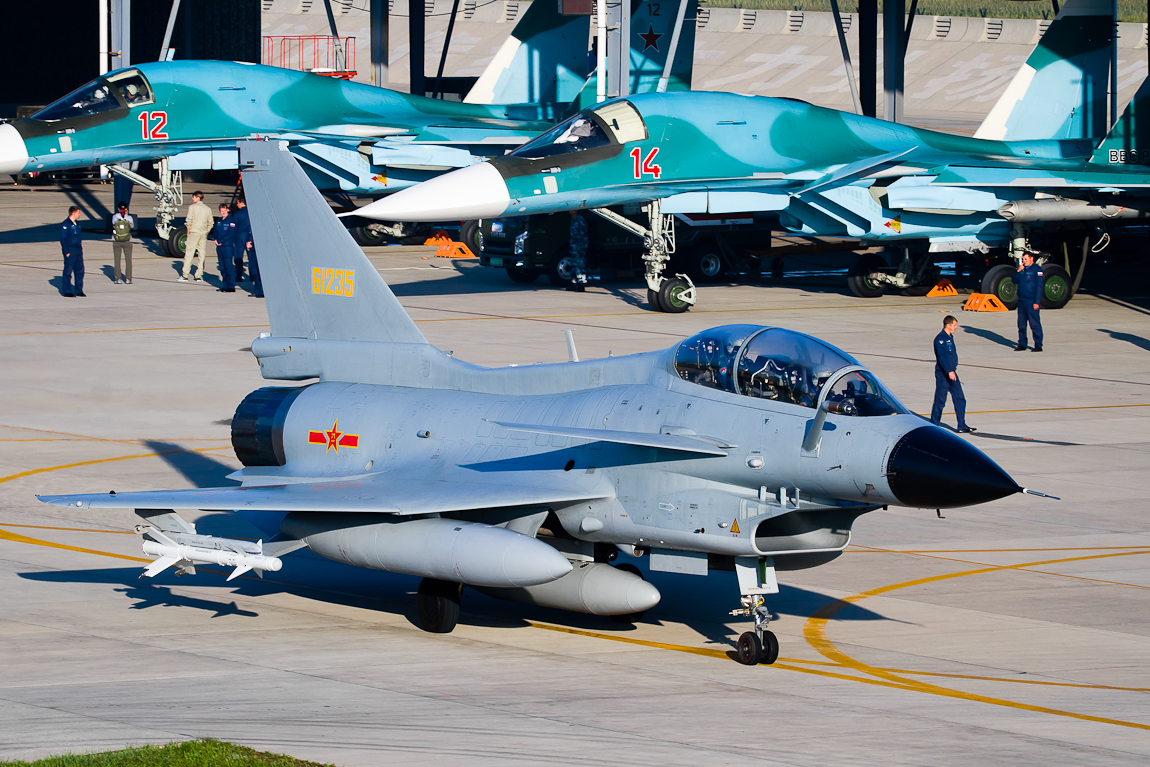
J-10S
複座型。訓練や多用途任務（攻撃、偵察など）型。
FC-20
パキスタン向けの輸出仕様（キャンセル）。
J-10AH
中国人民解放軍海軍航空兵向けの派生型。J-10Aの派生型であり、艦載機ではない。
J-10B
2008年に確認されたJ-10Aの改良型。エアインテークのDSI化や機体構造の軽量化により総重量はJ-10Aとの比較で500～700kg軽量化されており、エンジン換装と相まって搭載量はJ-10Aから500kg増加しているとみられている。
具体的な改良ポイントは、エアインテークの拡大及びダイバータレス超音速インレット（DSI）への変更、ベントラルフィンの面積拡大、ストレーキの追加、PESAレーダーの搭載とそれに伴う機首の大型化、EOTS/IRSTの搭載、電子対抗機器の強化によるアンテナ追加及び形状変更、コックピットの近代化（回折ヘッドアップディスプレイへの換装）などである。
エンジンは二次元推力偏向ノズル搭載の強化型AL-31FN-M1が搭載されるといわれていたが、推力偏向ノズルを持たないAL-31FN シリーズ3が搭載されている。試作5号機では国産のWS-10Aを搭載しているのが確認されているが、結局採用されなかった模様である。
J-10C
J-10Bのアップグレード型で生産数は278機以上に達している（2023年）。
J-10B バッチ02と呼ばれていたことがあり、機体設計は基本的にJ-10Bを踏襲しているが、レーダーをAESAレーダーに換装しているのが大きな特徴で、全体的なアビオニクスの高度化が行われている。
J-10Bとの違いは垂直尾翼前の小型アンテナ、尾部の空中ブレード、機首レドーム直下後方にある2つの小さなアンテナ、および主翼の前縁の小さな誘電体アレイである。
新たに新型のミサイルであるPL-15とPL-10を搭載していることが確認されている。
J-10D
開発中とされる発展型。AVICグループに近いソースによるとコンフォーマル・フューエル・タンクを装備し、エンジンを14トン級のWS-10-IPEへ換装、J-10Cのアビオニクスの発展型を搭載するとされている。エンジンに関してはレーダーおよび赤外線に対するステルス性に配慮したノズル形状をしており推力偏向装置を備えているとの情報もある。
艦載型
2008年に開催された中国国際航空宇宙博覧会で、J-10の主任試験飛行士である雷強によってその存在が明らかにされたもの。

## 配備

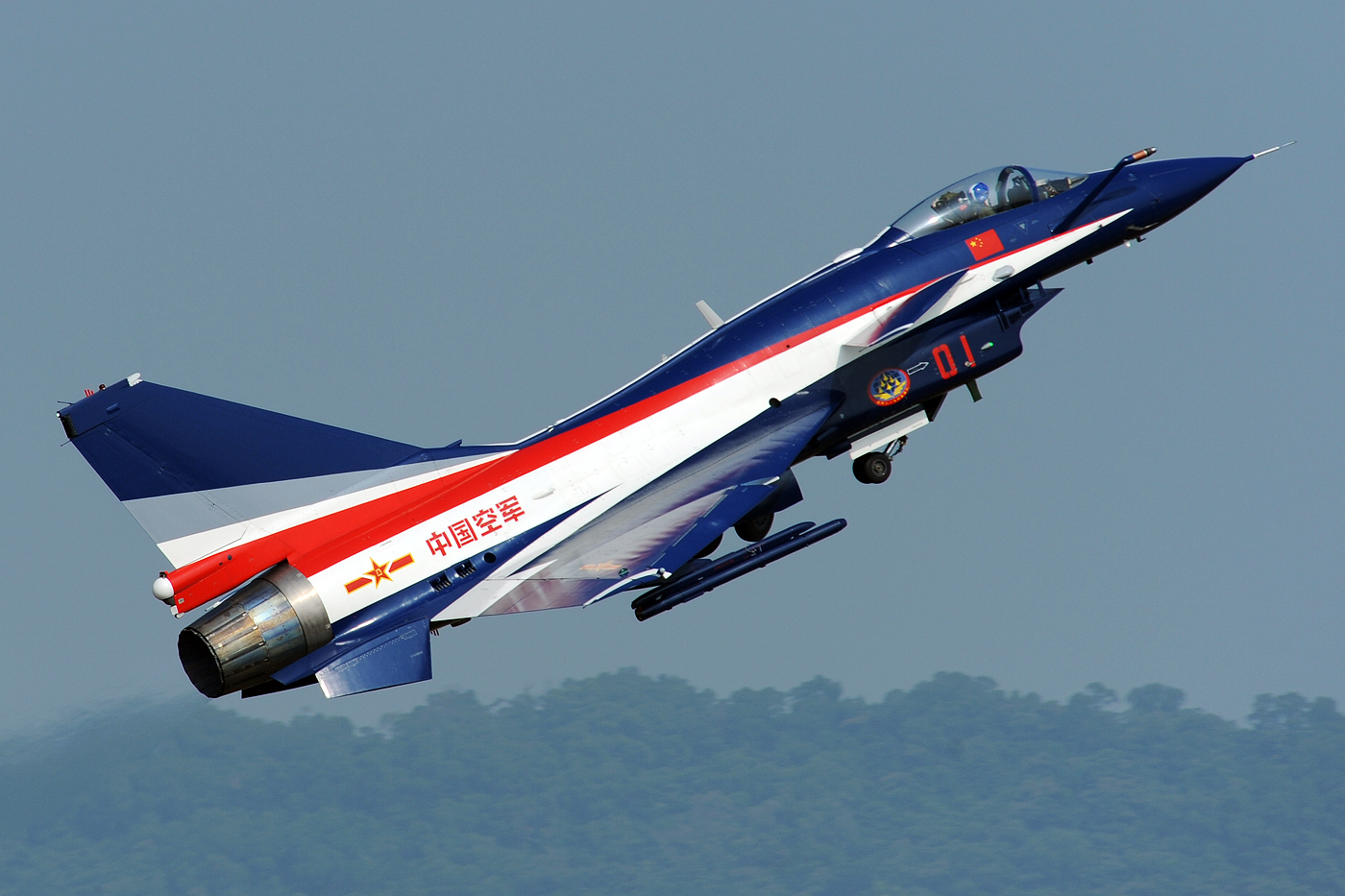
八一表演飛行隊のJ-10AY

2004年1月に中国人民解放軍空軍第44師団に15機が初めて配備された。2011年時点で224機が配備されている。2009年には八一飛行表演隊（オーガスト・ワン）にJ-7GBの後継機として配備された。

### 輸出
競合機種よりも機体の価格が安価という利点はあるが、実戦経験が無く兵器搭載量が6tと比較的少ない上に、エンジンのWS-10が突然停止するなど信頼性や出力の低さなど性能に問題があるとされる。

#### 採用
パキスタン
J-10の最初の輸出は、中国が「鉄盟」と呼び軍需産業の最大顧客であるパキスタンとの交渉から始まった。2006年2月下旬に中国のJ-10製造工場を視察し、J-10の詳細について説明を受けた当時のパキスタン大統領ムシャラフは、報道陣に対して「パキスタンは中華人民共和国のJ-10を購入することを検討する」と述べた。4月12日には、FC-20として少なくとも36機のJ-10を購入することで合意し、引き渡しは2014年～15年頃になる予定だったが、最終的に売買契約は締結されなかった。
2021年12月29日にシェイク・ラシード・アフマド内務大臣が記者団に対し、「3月23日の軍事パレードを前にJ-10Cがパキスタンに到着する。」と発表し、同年2月に四川省成都でパキスタン空軍の記章が描かれた「22-102」および「22-106」の2機が確認された。パキスタン空軍がJ-10を採用した理由は、インド空軍のダッソー ラファール導入に対抗するものであると発表されている。2022年3月12～13日、中国の『環球時報』電子版は、FC-10CEをパキスタンへ6機売却したと報じた。2024年時点で36機のうち10機が引き渡されている。

#### 不採用
タイ
タイ王国空軍のF-16の代替として提案しており、2015年からは空軍の合同演習にJ-10Cを参加させていた。しかし2024年8月27日、タイ政府はF-16の代替を、既にF-5の代替で配備しているサーブ39の追加購入で補うことを決定した。
 セルビア
セルビア空軍および防空軍のMiG-29の代替機に提案していたが、2024年4月11日にセルビア政府は、ラファール12機をフランスから調達する計画を発表し、8月29日にはフランスのエマニュエル・マクロン大統領と会談したアレクサンダル・ヴチッチ大統領がラファールの購入計画を発表した。セルビアがラファール購入に踏み切った背景には、セルビアが希望している欧州連合への加盟手続きで、フランスの援助を引き出そうとするセルビアの思惑が影響している。
 サウジアラビア
サウジアラビア空軍にJ-10Cが提案されており、習近平国家主席も首脳会談で売り込んだ。しかし2023年末にラファールが採用された。
その他の国
 エジプト
2024年9月、第1回エジプト航空ショーで老朽化したF-16戦闘機の代わりにJ-10Cを採用することを発表し、さらに2025年2月に受領したと報じられたが、間もなく中国国防部に否定された。
他にJ-10の導入を希望している国には朝鮮民主主義人民共和国（北朝鮮）とイラン、シリアなどがあるものの、中国側はJ-10の代わりにFC-1を提案するなど、慎重な姿勢を取っている。
2010年6月16日には、訪中していた金正日総書記からのJ-10無償援助の要請を、胡錦濤国家主席が拒否したことが報じられた。

## 実戦
2025年5月、インドとパキスタンとの間で大規模な航空戦があり、パキスタンのJ-10がインドのラファールを撃墜した。

## 事故
2014年11月15日、四川省成都の郊外でJ-10Bが1機墜落する事故が発生した。住民7人ほどが負傷、パイロットは脱出に成功した。AL-31FNエンジンの故障とみられている。
2015年12月17日、J-10Sが浙江省で墜落した。パイロットの2名は脱出に成功した。
2016年9月28日、天津市でJ-10B が1機墜落した。バードストライクによるAL-31FNエンジンの故障が原因。パイロットは脱出に成功した。
2016年11月12日、飛行訓練中のJ-10が墜落、中国初の女性戦闘機パイロットが死亡。

## 要目

### 仕様
出典
- 乗員：1名（単座型）、2名（複座型）
- 全長：15.49 m
- 全幅：9.75 m
- 全高：5.43 m
- 翼面積：39 m2
- 空虚重量：9,750 kg
- 機外搭載量：7,000 kg
- 最大離陸重量：19,277 kg
- エンジン
  - 第1期生産分：リューリカ・サトゥールン AL-31FN ターボファンエンジン×1基
  - 第2期生産分以降：リューリカ・サトゥールン AL-31FNシリーズ 3ターボファンエンジン×1基
- 推力 （ドライ推力 / アフターバーナー）
  - AL-31FN ： 79.3kN / 122.6kN
  - AL-31FNシリーズ 3 ： ? / 137kN
- 機内燃料搭載量：4,950 L

### アビオニクス
- KLJ-3/KLJ-10 火器管制レーダー

### 性能
- 最大速度：マッハ 2.2（高空）、マッハ1.2（低空）
- 許容G：+9G / -3G
- 戦闘行動半径：550 km
- 航続距離：1,850 km
- 実用上昇限度：18,000 m

### 武装
- 固定武装：GSh-23 23mm機関砲 1門
- ハードポイント：11
- ミサイル
  - 対空：PL-8、PL-9（英語版）、PL-10（英語版）、PL-11、PL-12、PL-15、R-73、R-77
  - 対地：YJ-9/-9K、YJ-91(Kh-31P)
  - 対艦：YJ-8K、Kh-31A
- 誘導爆弾
  - GPS誘導爆弾：FT-1/-3（英語版）、LS-6（英語版）
  - レーザー誘導爆弾：FT-2（英語版）、LT-2（英語版）
- その他：各種無誘導爆弾、ロケット弾など
- ポッド:
  - ホンググアン-I IRST ポッド
  - BM/KG300G（英語版）自己防衛ジャミングポッド
  - KZ900（英語版）偵察ポッド
  - ブルースカイ（英語版）航行ポッド
  - FILAT（英語版）照準ポッド

## 登場作品

### 映画
『スカイハンター 空天猟』
中国軍所属機としてJ-10CとJ-11Bが登場。中国軍広報部が全面協力しており、多くのシーンに実機が使われている。

### ゲーム
『バイオハザード6』
ネオ･アンブレラに占拠された空母の搭載機として登場。
『バトルフィールド2』
CHINAの戦闘機として登場する。
『大戦略ポータブル1，2』
両作品ともにCN共和国軍の戦闘機として登場する。
『Modern Warships』
プレイヤーが操作可能な艦載機として登場する。
『War Thunder』
中国人民解放軍空軍ツリーにJ-10Aが登場する。

### 小説
『第三次世界大戦』
マラッカ海峡で海上自衛隊のF-35Bと交戦し、数十機を撃墜される。